# Pleistodontes froggatti
Pleistodontes froggatti Mayr, 1906 è un imenottero della famiglia Agaonidae.
È l'insetto impollinatore del Ficus macrophylla.

## Descrizione

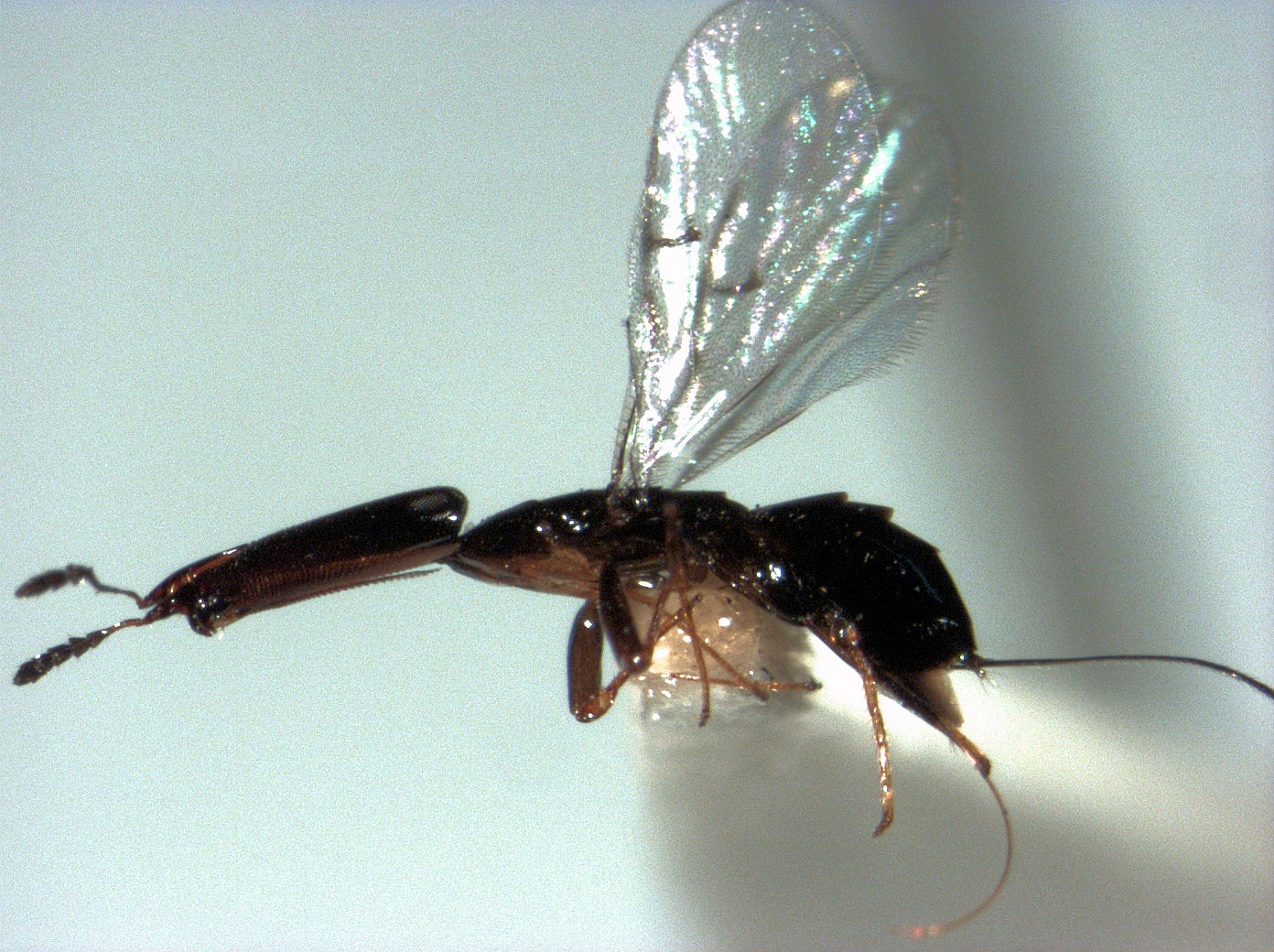
Femmina

Sono imenotteri di piccole dimensioni, caratterizzati da un marcato dimorfismo sessuale: le femmine sono lunghe 3,0–3,4 mm, con corpo di colore dal nero al rosso-brunastro, mentre i maschi non sono più lunghi di 1,5 mm, con corpo di colore da giallo ad arancione.

## Distribuzione e habitat
È una specie endemica dell'Australia e dell'isola di Lord Howe. È stata introdotta in Nuova Zelanda e nelle Hawaii.